# Menidas
Menidas war ein makedonischer Reiterkommandant Alexanders des Großen im 4. vorchristlichen Jahrhundert.
Während des Asienfeldzugs tritt Menidas erstmals in der Schlacht von Gaugamela 331 v. Chr. als Befehlshaber der berittenen griechischen Söldner auf, vermutlich hatte er dieses Kommando aber schon von Beginn des Feldzugs 334 v. Chr. inne. Bei Gaugamela war er mit seiner Truppe am äußersten rechten Ende der Schlachtformation positioniert und sollte hier vor allem die rechte Flanke gegen die Perser abdecken. Weil die ihm gegenüberstehende skythische Reiterei der Perser allerdings zahlenmäßig überlegen war und außerdem über die makedonische Front hinausragte, geriet er gegen diese in schwere Bedrängnis, weshalb er von den Lanzenreitern des Aretes und den Paioniern des Ariston unterstützt werden musste. Letztlich konnten sich die berittenen Söldner doch durchsetzten und Menidas konnte sie im Verbund mit den Hetairenreiter unter Alexander zum entscheidenden Stoß gegen das persische Zentrum unter Dareios III. führten. Dabei zog er sich eine Verwundung zu.
Nach Gaugamela wurde der Oberbefehl über die berittenen Söldner an Philippos, Sohn des Menelaos, übertragen und Menidas blieb 330 v. Chr. in Ekbatana im Stab des Parmenion zurück, in dessen Ermordung er höchstwahrscheinlich verwickelt war. Im Winter des Jahres 329 auf 328 v. Chr. schloss er sich in Zariaspa (Blach) wieder dem Hauptheer mit einer Verstärkung von 4.000 Söldnern zu Fuß und 1.000 zu Pferd an. Im Winter 328 auf 327 v. Chr. wurde er mit einigen anderen Offizieren von Nautaka (Sogdien) nach Makedonien abbefohlen, um dort neue Rekruten zu mustern. Offenbar schloss er sich dem Hauptheer erst wieder 323 v. Chr. in Babylon an, da er erst hier wieder an der Spitze einer Reiterabteilung genannt wird. Letztmals tritt Menidas während der todbringenden Krankheit Alexanders 323 v. Chr. auf, als er mit einigen anderen Offizieren im Tempel des Serapis schlief.